# Abbaye d'Atchison
L'abbaye Saint-Benoît (Saint Benedict's Abbey) est un monastère de moines bénédictins sis à Atchison dans le Kansas (États-Unis). Fondée en 1857 et comptant une soixantaine de moines (en 2017) vivant la règle de saint Benoît l'abbaye est affiliée à la congrégation américano-cassinaise de la fédération bénédictine de l'Ordre de Saint-Benoît. 

## Histoire
L'abbaye, troisième maison de la congrégation américano-cassinaise, a été fondée en avril 1857. Le P. Boniface Wimmer de Saint-Vincent envoie un moine et un séminariste retrouver un moine de l'abbaye qui avait déjà fondé une paroisse l'année précédente à Doniphan (en), dans le territoire du Kansas. L'histoire du prieuré commence. Le séminariste est ordonné prêtre peu après, devenant ainsi le premier prêtre ordonné dans le territoire du Kansas et le prieuré s'agrandit et déménage à Atchison. Les catholiques de cette région était majoritairement des immigrants d'origine allemande, comme les moines.
Pour assurer leur subsistance, les Bénédictins défrichent un vaste domaine agricole et ouvrent ensuite rapidement une école, avec l'aide des sœurs bénédictines du monastère Sainte-Scholastique, qui deviendra le Benedictine College et la Maur Hill Prep School, réputés dans tout le diocèse de Kansas City.
L'abbaye domine la vallée du Missouri et dispose d'un grand parc. L'abbaye se visite et les moines proposent des retraites spirituelles. Ils ont un magasin d'artisanat et de cadeaux monastiques.
L'abbaye a fondé un prieuré, le prieuré Saint-Joseph, à Goias au Brésil, en 1962.